# Metr na sekundę
Metr na sekundę – jednostka miary prędkości, właściwa dla układu jednostek SI, oznaczana m/s, gdzie m – metr, s – sekunda.

## Przeliczanie na kilometry na godzinę (km/h)
(Przeliczanie na podstawie źródła)
{\displaystyle 1{\frac {m}{s}}=1{\frac {10^{-3}km}{3600^{-1}h}}=3{,}6{\frac {km}{h}}}